# Contuccio Contucci
Compléments
Contucci fut directeur du Musée Kircher durant le XVIIIe siècle
Contuccio Contucci, né le 21 mai 1688 à Montepulciano, en Toscane (Italie), et décédé le 19 mars 1768 à Rome, est un prêtre jésuite italien du XVIIIe siècle, professeur de littérature, orateur latin et curateur de musée. Jean-Jacques Barthélemy l’appelle « un des plus grands antiquaires de l’Europe ».

## Biographie
Contuccio Contucci nait le 21 mai 1688 dans une famille patricienne toscane de Montepulciano. Ses études terminées, il entre au noviciat des Jésuites de Rome (15 décembre 1704). Et tout en se perfectionnant dans les langues grecque et latine, il s'initie à l’archéologie. À la fin de son parcours de formation philosophique et théologique il est ordonné prêtre, à Rome, sans doute en 1719. Il dirige durant trente ans la classe de rhétorique au Collège romain (1720-1749) : c'est durant cette période qu’il écrivit une tragédie latine sur le grand prêtre juif Jaddeus qui fut jouée avec grand succès par ses élèves en 1730. Le père Contucci est ensuite préfet des études littéraires, toujours au Collège romain, durant 16 ans (1749-1765). Il est admiré pour sa grande éloquence latine, entre autres aux funérailles du cardinal Tolomei.
À partir de 1741 Contucci est également conservateur du Musée Kircher (du Collège romain), qu’il enrichit d’un grand nombre d'antiquités de tout genre, mais particulièrement d’une suite de camées et de médailles qui lui avaient été léguées par le marquis Alessandro Gregorio Capponi. Après avoir visité son cabinet, l’abbé Barthélémy écrit à Caylus : « Le P. Contucci m’a montré plus de peintures antiques, plus de camées, plus d’antiques en or que le plus riche particulier ne pourrait en trouver en France ». Ces peintures à fresque attiraient surtout l’admiration des curieux. Barthélémy, devenu possesseur d’une de ces pièces, s’aperçut que ces peintures antiques étaient l'œuvre d’un faussaire et Contucci éprouva des difficultés à convenir qu'il ait été la dupe d’un fabricant de faux.
Ce désintéressement de Contucci, et son abnégation, l’avaient mis en correspondance avec tous les savants de son époque. Muratori, Maffei, etc., le consultaient comme un oracle. Il passe pour avoir eu la plus grande part aux principaux ouvrages de Ficoroni. Il a donné la traduction latine de son traité sur les masques des anciens ; mais elle diffère tellement de l’original qu’on peut la regarder comme un nouvel ouvrage.
Le Père Contuccio Contucci mourut à Rome le 19 mars 1768, à l’âge de quatre-vingts ans.

## Œuvres
On lui doit une Vie de l’impératrice Pulchérie, en italien, Rome, 1754, pleine de recherches ; mais son ouvrage le plus important est le Musei Kirkeriani in Romano Soc. Jesu Collegio ærea notis illustrata, Rome, 1763-65, deux tom. in fol., renfermant quarante-cinq pl. de médailles et d’antiquités avec l’explication. Il a également réalisé des œuvres de littérature. Le tome III des Arcadum Carmina contient ainsi un poème du P. Contucci : De monte testaceo et quelques autres pièces de sa composition. Outre deux poèmes latins, l’un sur les plantes et l’autre sur la qualité de la poésie italienne, il a laissé manuscrits des sermons, des discours et des matériaux pour la continuation de l’histoire des papes et des cardinaux de Ciacconius et d’Oldoini. On a la Vie de Contucci par le P. Giuseppe Maria Mazzolari (Giuseppe Mariano Partenio), son successeur au collège Romain ; elle fait partie du tome III de ses œuvres.